# エルゴソフト
株式会社エルゴソフト（英: ERGOSOFT Corp.）は、かつて存在した日本のソフトウェア開発会社である。コーエーの子会社であった。

## 概要
1984年設立。Macintoshが日本語化される以前から日本語ワープロソフト『EGWORD』や日本語入力システム『EGBRIDGE』を発売し、Macintoshと共に歴史を築いてきた。1993年に光栄（現コーエーテクモホールディングス）が株式を100％取得し、同社の完全子会社となる。
1986年以降、MS-DOS、DOS/V、BeOS、PlayStation 2などMacintosh以外のプラットフォームへ進出し、1994・95年にはEGBRIDGEおよびEGWORDをWindowsに対応させるが、競合製品の壁は厚くWindows用ワープロソフト市場からは撤退。その後は、キーボード練習ソフトなどさまざまな分野のソフトをMacintosh・Windows向けに展開した。
2001年のMac OS Xへの移行後は、主力製品であるEGWORDおよびEGBRIDGEのMac OS Xへの対応・最適化に経営資源を集中した。ヒラギノ（OpenType Proフォント）20,000文字（Adobe-Japan1-5）にいち早く対応したほか、Mac OS Xのバージョンアップ時には即日アップデータを公開するなど迅速に対応した。なお、EGWORDが2001・03・04・06年度の、EGBRIDGEは2006年度のグッドデザイン賞を受賞している。
2008年1月28日に、Mac OS Xの日本語環境の成熟などを理由にパッケージソフト事業からの撤退を発表。2009年1月末にユーザサポート期間が終了し、同年3月に解散、その後清算結了した。

## 沿革
- 1984年1月 株式会社エルゴソフト 設立。
- 1984年9月 日本語ワープロソフト 「EGWord」 Ver.1.0 を発表。
- 1985年5月 日本語入力システム 「EGBridge」 Ver.1.0 を発表・発売。
- 1986年5月 かな漢字変換ツール 「EGConvert」（64,000文字一括かな漢字変換）のOEM供給を開始。
- 1986年5月 大阪府池田市に大阪開発分室を開設。
- 1986年12月 東京都港区赤坂に東京営業所を開設。
- 1991年3月 東京開発センターを開設。
- 1993年5月 株式会社光栄が株式を100%取得。
- 1994年1月 本社、東京営業所、東京開発センターを統合し、東京都渋谷区渋谷に移転。
- 1997年4月 神奈川県横浜市港北区箕輪町へ移転。
- 1999年7月 オンラインキーコード販売を開始。
- 2005年11月 「EGWORD」 発売20周年記念キャンペーンを実施。
- 2008年1月 パッケージソフト事業を終了[2]。
- 2009年3月 解散[3]。

## 製品一覧
- EGWORD - 日本語ワープロソフト。1984年9月発表。
  - EGLight - PC-9800シリーズほか用日本語ワープロソフト。1989年12月発売。
  - EGWORD PURE - 『EGWORD』の機能制限廉価版。1996年7月発売。
  - ハローキティのラブリーワープロ - 日本語ワープロソフト。2000年9月発売。
- EGBRIDGE - 日本語入力システム。1985年5月発表・発売。
- EGTalk - パソコン通信ソフト。1987年8月発売。
- EGBook - DTPソフト。1987年9月発売。
- EGWorks - キヤノン「NAVI」用ビジネス統合ソフト。1988年9月発売。
- EGCalc - 表計算ソフト。1991年9月発売。
- EGForm - 定型文書作成・管理ソフト。1993年2月発売。
- 漢字職人 - 外字作成ソフト。1996年3月発売。
- もぐらたたキー - キーボード練習ソフト。1996年6月発売。
  - もぐらまなび〜 - キーボード練習ソフト。1997年3月発売。
  - Typing Pro - キーボード練習ソフト。1997年12月発売。
  - ハローキティのタイピングツアー - キーボード練習ソフト。1999年9月発売。
  - ハローキティのはじめてタイピング - 幼児対象タイピング練習ソフト。2000年12月発売。
- 3D BLOCK - 3次元モデリングソフト。1996年11月発売。
- すぐれ筆 - 宛名印刷ソフト。1996年11月発売。
- 写真deインターネット - ホームページ作成ソフト。1997年4月発売。
  - ホームページデビュー - ホームページ作成ソフト。2000年5月発売。
- 郵優セブン - 郵便番号変換ソフト。1997年11月発売。
- フォトコレクター - データ管理ソフト。1997年12月発売。
- ネットゴーランド - 自動巡回ソフト。1998年9月発売。
- 脳力リフレッシュ - 脳機能活性化ソフト。1998年9月発売。
- コミックメール - メール作成ソフト。2000年2月発売。Mac Fanと共催のソフトウェアアイデアコンテストの最優秀作品を商品化。同年10月には、松下電工と共同でiモードサービス「コミック＠メール」を開始。
- おしゃべりにゃむ〜 - ペット育成型デスクトップ・ユーティリティ。2000年9月発売。
- EGBROWSER - PlayStation 2用ウェブブラウザソフト。2001年4月発売。開発元は米プラネットウェブ社。
- WebBooster Ninja EG - インターネット快適化ツール。2001年8月発売。